# Eleothreptus
Eleothreptus is een geslacht van vogels uit de familie van de nachtzwaluwen (Caprimulgidae). De wetenschappelijke naam van het geslacht is voor het eerst geldig gepubliceerd in 1840 door Gray.

## Soorten
De volgende soorten zijn bij het geslacht ingedeeld:
- Eleothreptus anomalus – Sikkelvleugelnachtzwaluw
- Eleothreptus candicans – Witvleugelnachtzwaluw